# Keith VanderLaan
Keith VanderLaan (geb. vor 1991) ist ein Maskenbildner und Spezialeffektkünstler.

## Leben
VanderLaan begann seine Karriere im Filmstab 1991 als Maskenbildner bei Cannom Creations, sein Filmdebüt war Star Trek VI: Das unentdeckte Land. Er blieb bis Ende der 1990er Jahre bei Cannom Creations, wo er unter anderem an Hook, Bram Stoker’s Dracula und Die Maske arbeitete. Danach gründete er mit Captive Audience Productions seine eigene Firma, für die er seither tätig ist. Zu seinen weiteren Credits zählen A Beautiful Mind – Genie und Wahnsinn, Hannibal, Fluch der Karibik und Master & Commander – Bis ans Ende der Welt. 2005 war VanderLaan für Mel Gibsons Bibelverfilmung Die Passion Christi zusammen mit Christien Tinsley für den Oscar in der Kategorie Bestes Make-up und beste Frisuren nominiert, es gewann in diesem Jahr jedoch der Abenteuerfilm Lemony Snicket – Rätselhafte Ereignisse. VanderLaan wirkte unter renommierten Regisseuren wie Steven Spielberg, Gore Verbinski, Ron Howard, Francis Ford Coppola, Oliver Stone, Peter Weir und Ridley Scott.
VanderLaan war neben seinen Filmengagements auch für das Fernsehen tätig, darunter die Serie Charmed – Zauberhafte Hexen und die Miniserie From the Earth to the Moon. Für sein Wirken an der Serie Black. White. wurde er 2006 mit einem Primetime Emmy ausgezeichnet.

## Filmografie (Auswahl)
- 1991: Star Trek VI: Das unentdeckte Land (Star Trek VI: The Undiscovered Country)
- 1991: Hook
- 1992: Bram Stoker’s Dracula (Dracula)
- 1994: Die Maske (The Mask)
- 1996: Versprochen ist versprochen (Jingle All the Way)
- 1997: Contact
- 1997: Kull, der Eroberer (Kull the Conqueror)
- 1998: Blade
- 1999: Mystery Men
- 2001: A Beautiful Mind – Genie und Wahnsinn (A Beautiful Mind)
- 2001: Hannibal
- 2003: Fluch der Karibik (Pirates of the Caribbean: The Curse of the Black Pearl)
- 2003: Master & Commander – Bis ans Ende der Welt (Master and Commander: The Far Side of the World)
- 2004: Collateral
- 2004: Die Passion Christi (The Passion of the Christ)
- 2004: Van Helsing
- 2005: Der Exorzismus von Emily Rose (The Exorcism of Emily Rose)
- 2006: Apocalypto

## Nominierungen (Auswahl)
- 2005: Oscar-Nominierung in der Kategorie Bestes Make-up und beste Frisuren für Die Passion Christi